# Badminton 1968
Höhepunkte des Badmintonjahres 1968 waren die All England, die Irish Open, die Scottish Open, die German Open, die Dutch Open, die Denmark Open und die French Open. Erstmals wurden Europameisterschaften ausgetragen.
==Internationale Veranstaltungen ==
| Veranstaltung | Herreneinzel   | Dameneinzel  | Herrendoppel               | Damendoppel                        | Mixed                             |
| ------------- | -------------- | ------------ | -------------------------- | ---------------------------------- | --------------------------------- |
| All England   | Rudy Hartono   | Eva Twedberg | Henning Borch Erland Kops  | Minarni Sudaryanto Retno Koestijah | Tony Jordan Sue Pound             |
| French Open   | Sture Johnsson | Eva Twedberg | Horst Lösche Gerhard Kucki | Eva Twedberg Karin Dittberner      | Herman Leidelmeijer Lily ter Metz |
| German Open   | Erland Kops    | Eva Twedberg | Tan Yee Khan Ng Boon Bee   | Margaret Boxall Susan Pound        | Tony Jordan Susan Pound           |
| Malaysia Open | Tan Aik Huang  | Hiroe Yuki   | Tan Yee Khan Ng Boon Bee   | Machiko Aizawa Etsuko Toganoo      | Svend Andersen Eva Twedberg       |
| Swedish Open  | Svend Pri      | Eva Twedberg | Henning Borch Erland Kops  | Lonny Funch Ulla Strand            | Svend Pri Ulla Strand             |